# Тринаести конгрес СКЈ
Тринаести конгрес Савеза комуниста Југославије одржан је од 25. до 28. јуна 1986. године у Београду.
Конгресу је присуствовало 1.742 делегата, 533 домаћа госта и 117 делегација комунистичких, социјалистичких, радничких и других прогресивних партија и покрета из целог света. Конгрес је примио бројне поздравне поруке партија и покрета из много земаља, те више од хиљаду телеграма организација Савеза комуниста, организација удруженог рада и појединаца.

## Рад Конгреса
На Конгресу је био усвојен следећи дневни ред:
- Избор радних тела Конгреса
- Верификација пуномоћи делегата
- Извештаји о раду органа СКЈ између Дванаестог и Тринаестог конгреса СКЈ:
  - Централног комитета СКЈ
  - Комисије за статутарна питања
  - Надзорне комисије СКЈ
- Реферат Видоја Жарковића, председника Председништва ЦК СКЈ, „Савез комуниста Југославије у борби за даљи развитак социјалистичке самоуправне и несврстане Југославије“
- Избор конгресних комисија, односно њихових председништава и председника
- Дискусија у комисијама оизвештајима органа СКЈ, о реферату и о нацртима докумената Тринаестог конгреса СКЈ
- Усвајање резолуција Тринаестог конгреса СКЈ и измена и допуна Статута СКЈ
- Избор чланова органа СКЈ: Централног комитета СКЈ, Статутарне комисије СКЈ и Надзорне комисије СКЈ

Конгрес је радио у четири пленарне седнице и у шест комисија:
- Комисији за развој социјалистичких самоуправних друштвено-економских односа, економски и научно-технолошки развој
- Комисији за развој политичког система и социјалистичког самоуправљања
- Комисији за идејно-политичко и организационо, акционо и кадровско оспособљавање и деловање СКЈ и статутарна питања
- Комисији за идејна питања у образовању, васпитању, науци и култури
- Комисији за питања међународне сарадње СКЈ и спољне политике Југославије
- Комисији за питања општенародне одбране и друштвене самозаштите

Поред ових комисија, за време рада Конгреса радиле су Комисија за припрему предлога резолуција и Комисија за припрему предлога допуна и измена Статута СКЈ и Комисија за предлоге и представке.
Тринаести конгрес изабрао је нови Централни комитет СКЈ од 157 чланова, Статутарну комисију СКЈ и Надзорну комисију СКЈ. Завршну реч на Конгресу дао је Миланко Реновица, закључујући пленарну седницу Конгреса. Тринаести конгрес примио је 1.191 поздравни телеграм од организација Савеза комуниста, организација удруженог рада, установа и појединаца.

## Чланови ЦК СКЈ
- Чланови Централног комитета Савеза комуниста Југославије, изабрани на Тринаестом конгресу:

Мато Андрић, Милош Бајчетић, Шућро Бандић, Димитрије Бауцал, Иван Бригић, Стане Бровет, Јосип Буковчан, Радослав Булајић, Сениха Буља, Симеон Бунчић, Љубомир Варошлија, Матија Васловић, Саније Весељи, Добривоје Видић, Радован Влајковић, Јосип Врховец, Милутин Вукашиновић, Перко Вукотић, Млађен Вуковић, Вангел Гагачев, Радиша Гачић, Милан Горјанц, Миомир Грбовић, Божидар Грубишић, Душица Даниловић, Ладислав Дарабош, Теза Димић, Димитар Димиџиевски, Сузана Диневска, Раиф Диздаревић, Стане Доланц, Светислав Долашевић, Душан Драгосавац, Иво Дружић, Енвер Ђердеку, Далиј Ђонлагић, Мило Ђукановић, Младен Ђурин, Јосип Етеровић, Видоје Жарковић, Јанез Захрастник, Јанез Земљарич, Драгица Загребец, Снежана Златар, Јанко Зупанчић, Хрвоје Иштук, Бранко Јерчиновић, Ламбе Јованоски, Неранџа Јованов, Радован Јованов, Никола Јовановић, Вјекослав Јуричић, Иво Карамарко, Милка Киковић, Војислав Кнежевић, Анђелко Ковачевић, Руди Колак, Мартина Колар, Стеван Корошец, Драгутин Косовац, Радоје Костадиновић, Сергеј Крајгер, Адем Краснићи, Дара Крнетић, Антун Круљац, Бошко Крунић, Мухиба Куловић, Драгана Лабус, Бранко Лађевић, Михаило Лалић, Марко Лолић, Вукашин Лончар, Антон Лукежић, Нандор Мајор, Младенко Максимовић, Бранко Мамула, Анте Марковић, Крсте Марковски, Петар Матић, Суљо Мехић, Ахмет Меховић, Есад Мердић, Мунир Месиховић, Бранко Микулић, Михајло Милојевић, Стеван Мирковић, Благоја Митановски, Вукашин Мићуновић, Иван Михаљев, Лазар Мојсов, Рахман Морина, Борис Мужевић, Саид Мујкановић, Ђуро Немет, Бранка Обренић, Борислав Одаџић, Милица Озбич, Марко Орландић, Марјан Орожен, Тосум Пахуми, Јово Панајотовић, Милан Панчевски, Милица Пејановић, Марица Петровић, Михајло Пешић, Милка Планинц, Јордан Поп-Јорданов, Хамдија Поздерац, Милован Поповић, Трајко Пренџов, Томислав Радовић, Радован Радоњић, Ивица Рачан, Миланко Реновица, Хашим Реџепи, Богољуб Реџић, Стеван Санто, Зорка Секуловић, Максимилијан Сеница, Бранислав Симић, Добривоје Симоновић, Јоже Слокар, Андреј Спасов, Борисав Сребрић, Борис Станковски, Иван Стојановић, Никола Стојановић, Станислав Стојановић, Таип Таипи, Драган Томић, Станко Томић, Неделко Трајковски, Богдан Трифуновић, Васил Тупурковски, Томо Церјан, Дарја Цоларич, Нурхан Ћато, Угљеша Узелац, Игор Уршич, Анђелија Филиповић, Слободан Филиповић, Гојко Хајдуковић, Синан Хасани, Винко Хафнер, Владимир Ходај, Ахмет Хоџић, Душан Чкребић, Али Шабани, Франц Шетинц, Петар Шимић, Кољ Широка, Франц Шифкович, Драго Шофранац, Стипе Шувар, Борут Шукље и Али Шукрија.
- Чланови Статутарне комисије СКЈ, изабрани на Тринаестом конгресу:

Душан Апостолов, Вукојица Бошковић, Воислав Василевски, Чедо Волаш, Раде Главић, Миломир Јаковљевић, Ристо Јовановић, Никола Јурчевић, Андреј Карделис, Олга Лабудовић, Никола Матовски, Весна Сељубац, Јово Угрчић, Милан Фабјанчич и Јоже Флорјанчич.
- Чланови Надзорне комисије СКЈ, изабрани на Тринаестом конгресу:

Мило Асановић, Живорад Јаковљевић, Аница Кухар, Глигор Поповски, Огњен Хускић и Перо Шкрлин.